# Minutes to Midnight
Minutes to Midnight е третият албум на американската група Linkin Park. Албумът е продаден в над 7.5 милионен тираж по целия свят, като само в САЩ той е обявен за два пъти платинен.
Водещият сингъл от албума, „What I've Done“ е пуснат за дигитална продажба на 2 април в САЩ и на 3 април във Великобритания.

## Списък с песни
Всички песни са написани от Linkin Park.
1. „Wake“ – 1:41
2. „Given Up“ – 3:09
3. „Leave Out All the Rest“ – 3:29
4. „Bleed It Out“ – 2:44
5. „Shadow of the Day“ – 4:50
6. „What I've Done“ – 3:25
7. „Hands Held High“ – 3:53
8. „No More Sorrow“ – 3:42
9. „Valentine's Day“ – 3:17
10. „In Between“ – 3:17
11. „In Pieces“ – 3:38
12. „The Little Things Give You Away“ – 6:22